# Woolwich (Ontario)
Woolwich (offiziell Township of Woolwich) ist eine Gemeinde in der Regional Municipality of Waterloo im Südwesten der kanadischen Provinz Ontario mit 25.006 Einwohnern (Stand: 2016). Das Township hat den Verwaltungsstatus einer Lower Tier (untergeordneten Gemeinde).

## Geographie
Das Gebiet von Woolwich wird im Süden von den Städten Cambridge, Kitchener und Waterloo umschlossen. Rund 55 Kilometer südöstlich liegt Hamilton, 80 Kilometer östlich Toronto. Der Highway 401, auch Macdonald-Cartier Freeway genannt, tangiert Woolwich im Südosten. Durch die Gemeinde fließt der Grand River.

## Geschichte
Der erste Siedler ließ sich 1807 in der Gegend nieder. Weitere Siedler, meist aus Deutschland kommend, die überwiegend Mennoniten waren, folgten in den 1830er Jahren und betrieben erfolgreich die Landwirtschaft. Auch englische Farmer ließen sich nieder und nannten den Ort in Anlehnung an den in der Nähe Londons gelegenen Ort Woolwich ebenfalls Woolwich. Mit dem Anschluss an Eisenbahnverbindungen sowie aufgrund der Nutzung der Wasserkraft des Grand River verbesserte sich in den folgenden Jahren die Infrastruktur deutlich.
Die Landwirtschaft ist auch heute noch der dominierende Wirtschaftszweig. Zusätzlich entwickelt sich die Gemeinde als Pendlerknotenpunkt für die in den umliegenden größeren Städten Beschäftigten.
Im Woolwich befinden sich einige historisch wertvolle Gebäude, die in der List of historic places in Regional Municipality of Waterloo aufgeführt sind, dazu zählen: John B. Snyder House, McDonald House, Swope House und Steiner Residence.

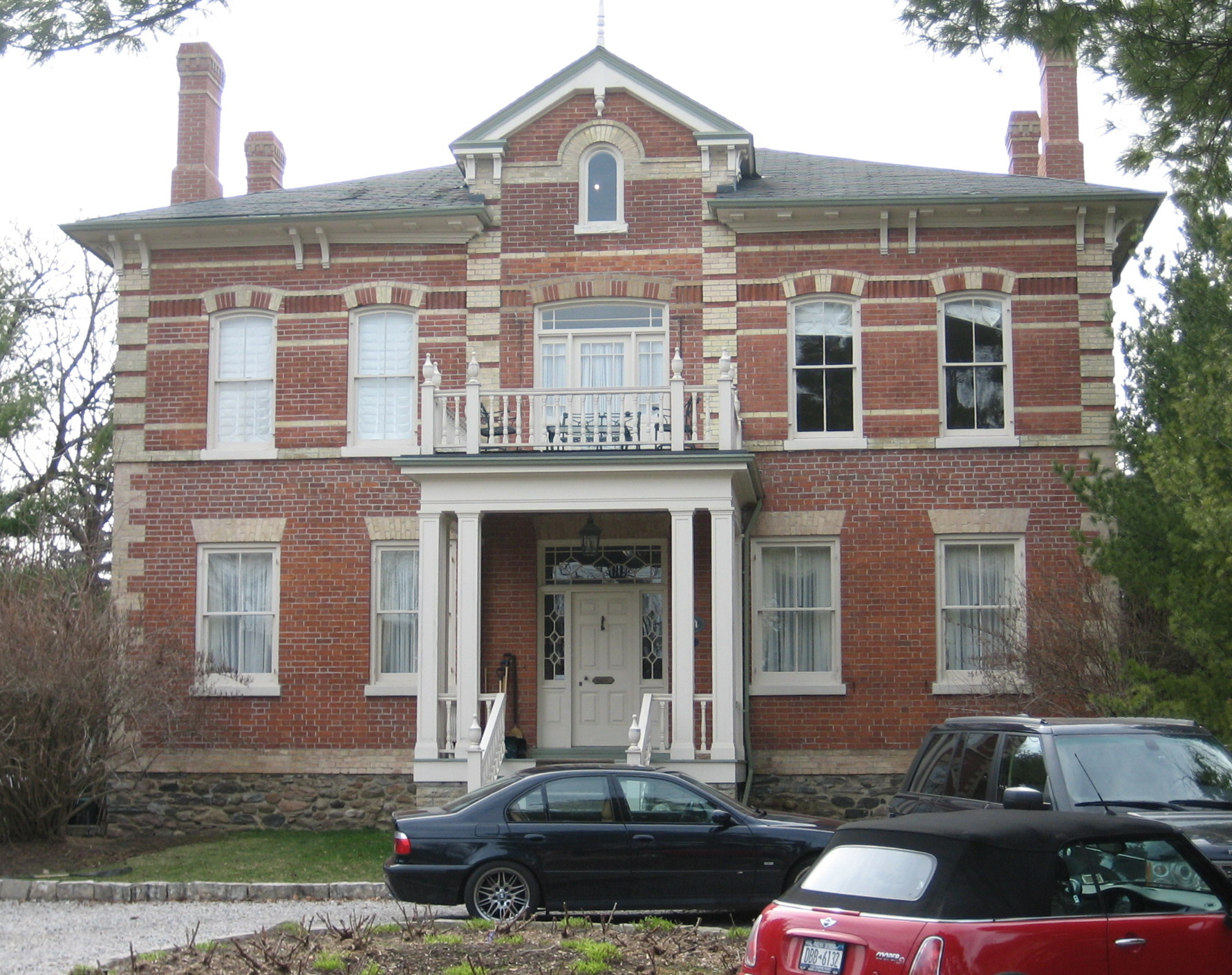
John B. Snyder House

## Demografische Daten
Im Jahre 2011 ergab sich eine Bevölkerungszahl von 23.145 Personen, was eine Zunahme um 17,7 % gegenüber 2006 bedeutet.